# Jack Lengyel
Jack Lengyel (?, 1935) é um dirigente e treinador esportivo norte-americano. Lengyel foi o treinador que recebeu a difícil tarefa de reconstruir a equipe de futebol americano da Marshall University após o trágico acidente aéreo do Voo Southern Airways 932.
Jack começou a carreira como treinador assistente na Universidade de Akron e nos primeiros anos da década de 1960, ocupou o mesmo cargo em outras duas instituições de ensino. Em 1966 assumiu o cargo de diretor esportivo do College of Wooster e nas temporadas de 1968 a 1970, foi treinador da equipe de Lacrosse desta mesma instituição.
No final do ano de 1970, foi contratado pelo diretor Joe McMullen para assumir a equipe de futebol americano (chamada de manada trovejante) da Marshall University, apos o acidente aéreo que matou toda a comissão técnica e grande parte do time e remontou a equipe com integrantes que não viajaram no fatídico voo e esportistas de outras modalidades, para participar da temporada de futebol americano universitário já no ano de 1971. Permaneceu como treinador da jovem manada trovejante (novo nome da equipe após o acidente) até 1974.
Depois que deixou a Marshall University, atuou no setor privado ou foi treinador ou executivo esportivo em várias outras instituições, bem como, na Academia Naval dos Estados Unidos, aonde permaneceu por treze anos e aposentou-se em 2001.
Após a sua aposentadoria da marinha, passou a ser consultor esportivo e possui atividades em empresas de mídia esportiva e de tecnologia.
Em 2008, prestou solidariedade e aconselhamento para a comunidade de Bathurst, no Canadá, quando parte do time e comissão técnica de Basquetebol da cidade faleceu em virtude de um acidente rodoviário, ao retornarem de um jogo.
Em 2005, Lengyel recebeu o John L. Toner Award e entrou para o College Football Hall of Fame.
Jack Lengyel foi retratado no filme We Are Marshall, de 2006, sendo interpretado pelo ator Matthew McConaughey.